# 雷法希耶

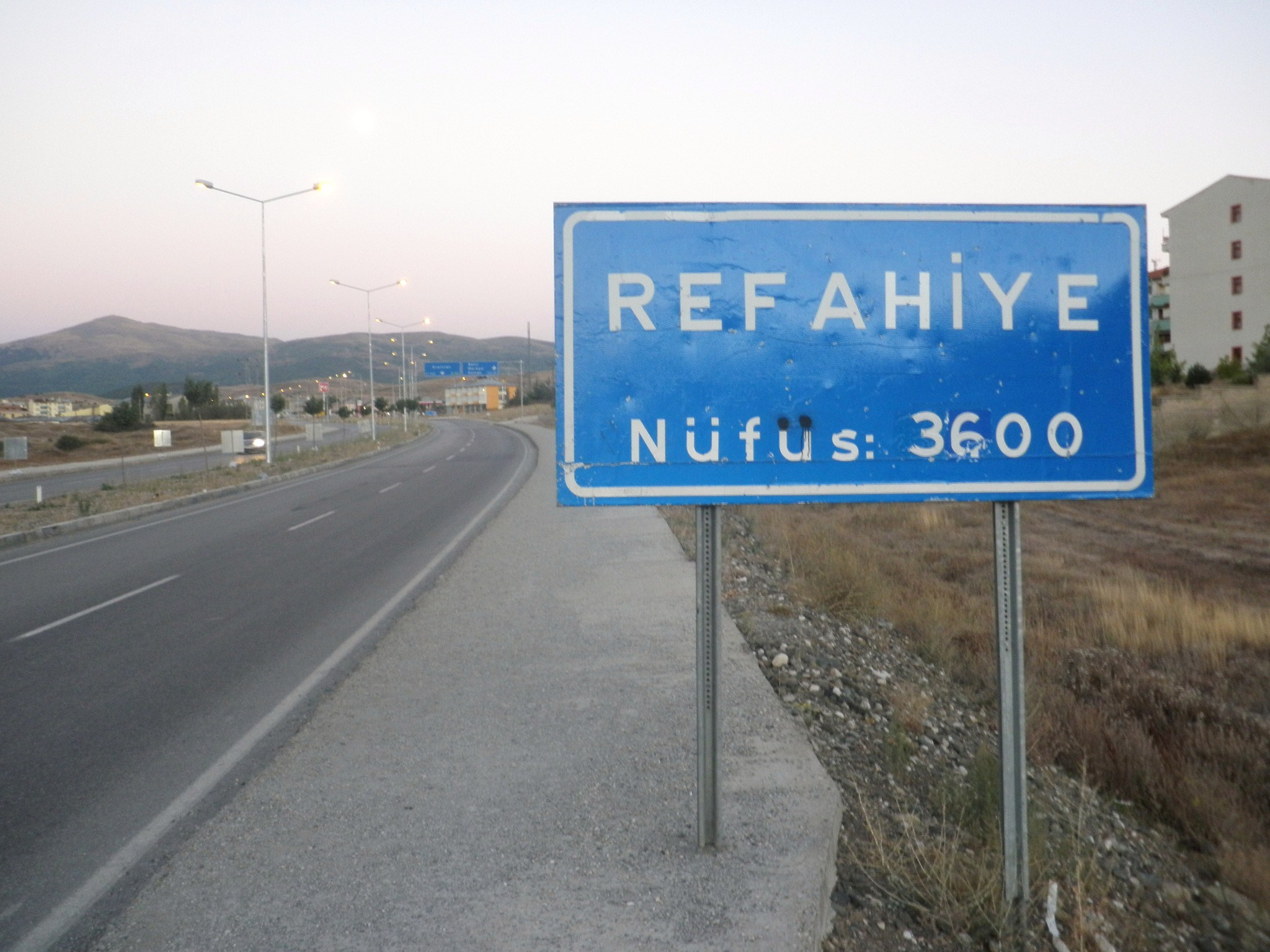
雷法希耶公路指示牌

雷法希耶 （土耳其語：Refahiye，：‎, Gerjanis）是土耳其东安纳托利亚地区埃尔津詹省的一个城镇，面积1,744平方公里，海拔1,589米。该地区拥有10,569人口总数，其中3,730住在镇上。
城市位于亚洲公路网中。所在的省以森林和Dumanlı山而著称，乡村里有很多当地的蜂蜜生产者。该城镇极大地受到了1939年的大地震的影响，许多基础设施都必须从头开始重建。